# 대한민국의 대학원대학 목록
다음은 대한민국의 대학원대학 목록이다.

## 가
- 개신대학원대학교
- 건신대학원대학교
- 경안신학대학원대학교
- 계약신학대학원대학교
- 구세군사관대학원대학교
- 국가연구소대학교
- 국제뇌교육종합대학원대학교
- 국제문화대학원대학교
- 국제법률경영대학원대학교
- 국제신학대학원대학교
- 국제암대학원대학교
- 국제언어대학원대학교

## 나
- 능인대학원대학교

## 다
- 대한신학대학원대학교
- 동방문화대학원대학교

## 바
- 베뢰아국제대학원대학교
- 북한대학원대학교

## 사
- 서울과학종합대학원대학교
- 서울미디어대학원대학교
- 서울벤처정보대학원대학교
- 서울불교대학원대학교
- 서울사회복지대학원대학교
- 서울상담심리대학원대학교
- 서울성경신학대학원대학교
- 서울외국어대학원대학교
- 서울제일대학원대학교
- 성산효대학원대학교
- 성서침례대학원대학교
- 순복음대학원대학교
- 실천신학대학원대학교

## 아
- 에스라성경대학원대학교
- 예명대학원대학교
- 온석대학원대학교
- 원불교대학원대학교
- 웨스트민스터신학대학원대학교
- 인제대학원대학교

## 자
- 주안대학원대학교

## 차
- 청심신학대학원대학교
- 치유상담대학원대학교

## 하
- 한국개발연구원 국제정책대학원대학교
- 한국상담대학원대학교
- 한국전력국제원자력대학원대학교
- 한국학대학원
- 한림국제대학원대학교
- 한반도국제대학원대학교
- 합동신학대학원대학교
- 횃불트리니티신학대학원대학교

## 같이 보기
- 대한민국의 국립 대학 목록
- 대한민국의 공립 대학 목록
- 대한민국의 종합대학 목록
- 대한민국의 전문대학 목록
- 대한민국의 대학 목록
- 사이버대학